# Тюрюково (Ивановская область)
Тюрюково — село в Ивановском районе Ивановской области России, входит в состав Балахонковского сельского поселения.

## География
Село расположено в 10 км на юго-запад от центра поселения деревни Балахонки и в 22 км на запад от Иванова.

## История
Каменная церковь с колокольней и оградой в селе построена около второй половины XVIII столетия на средства помещика Алексея Ивановича Шафрова. Престолов в церкви было два: в холодной — в честь Смоленской иконы Божьей Матери и в теплом приделе — во имя Преподобного Сергия Радонежского Чудотворца. В селе имелась земская народная школа. 
В конце XIX — начале XX века село входило в состав Кочневской волости Шуйского уезда Владимирской губернии. В 1859 году в селе числилось 14 дворов, в 1905 году — 32 двора.

## Население
| 1859 | 1905 |
| ---- | ---- |
| 151  | 163  |

| 1859 | 1905 | 2010 |
| ---- | ---- | ---- |
| 151  | ↗163 | ↘97  |

## Достопримечательности
В селе расположена недействующая Церковь Смоленской иконы Божией Матери.